# バンパイヤン・キッズ
『バンパイヤン・キッズ』（Vampian Kids）は、Production I.G制作の日本のテレビアニメ。フジテレビにて2001年10月13日から2002年3月30日まで放送された。全26話（内、3話は未放送）。

## 概要
本作は、1999年に湯浅政明監督の下で制作された約20分のパイロットフィルム『なんちゃってバンパイヤン』を基に制作された。
ナンチアーテ伯爵役の愛川欽也は、かつて1960年代から1970年代初期にかけて声優として活躍して以来、久々の声優復帰作で主演は本作が唯一である。長いこと現場から離れていた愛川に配慮して共演者とは別録りだったが、音響監督を務めた郷田ほづみは愛川が逝去後のコメントで、毎週早朝からスタジオ入りし、スタッフからの要望も卒なくこなし、アドリブも飛ばすなど往年と遜色の無い演技力を披露したという。
なお、本作はローカルセールス枠での放送だったため、関東以外の殆どの地域では遅れネットまたは未放送となっていた。本作の終了を持って1975年の『タイムボカン』以降、中断を繰り返しながら続いた土曜18時30分のアニメ枠は廃枠となった。2023年時点では同枠で放送された最後の連続新作テレビアニメとなった。廃枠以降はバラエティ番組が続いている。

## あらすじ
発明に凝るあまり人間を驚かさないという罪により、住み慣れた故郷のモンスターランドから人間界（いわゆる地球）に追放されてしまったナンチアーテ伯爵一家。死神裁判官は一家に「人間1,000人を驚かせたら一家をモンスターランドに帰す」という条件を付けた。果たして伯爵一家は1,000人を驚かし、故郷に帰ることが出来るのか。

## 登場人物

### 主要人物
ナンチアーテ伯爵
声 - 愛川欽也
吸血鬼（バンパイヤン）の名門・ナンチアーテ家第13代伯爵。妻や娘のスーをはじめ、周りからは「パパ（さん）」と呼ばれている。
人間を驚かすことを忘れて発明に没頭していたあまり、モンスター法廷で裁かれ人間界に追放されてしまう。モンスターランドに戻るため、1,000人の人間を驚かせようとするが、自身のドジや娘のスーの妨害で中々うまくいかず失敗続き。
コウモリに自在に変身したり、満月を見て狼男に変身できる。
オレンジジュースが大好物で、にんにくが苦手。人間界では「（オレンジジュース好きな）マジシャン」として通っている。
最終話では偶然にも1,000人の人間を驚かすことに成功しモンスターランドに帰還するが、トラブルから再びモンスター法廷で裁かれ人間界に追放されてしまい、今度は1万人の人間を脅かさなければならなくなった。
スー
声 - 小山茉美
吸血鬼と魔女のハーフである少女。語尾に「〜モン」とつけて喋るのが口癖。
父が人間界に追放されたため、一緒に人間界にやってくる。ある出来事をきっかけに人間の少年のコーに一目惚れし、いつまでも人間界にいたいという気持ちから、父には気づかれないよう密かに父の邪魔ばかりする。
コーと一緒にいたい一心で彼と同じ小学校に転校してきたが、コーに好意を寄せられているカナを恋敵と認識し、コーやカナと同じおばけクラブに入部する。
吸血鬼の子供であるためコウモリに自在に変身できる他、魔女の子供でもあるため簡単な魔法が使えるが、副作用で失敗することが多い。
伯爵夫人
声 - 鶴ひろみ
ナンチアーテ伯爵の妻で、スーの母親。魔女の名門・ハート家の血を引く魔女。夫や娘をはじめ、周りからは「ママ（さん）」と呼ばれている。
とにかく綺麗でいられるなら人間界でもモンスターランドでも一向に気にしないマイペースな性格をした、妖艶な美女。
魔法を一度使用すると老婆と化してしまい、1週間立たないと元には戻らず、棺桶で寝込んでしまうため、魔法は極力使わないようにしている。
ロボゾー
声 - 竹本英史
伯爵が発明した執事ロボット。しかし性格や口はかなり悪く、伯爵の言うことをあまり聞こうとしないが、スーや伯爵夫人の言うことは素直に聞いている。ポテチが大好物。
モリピョン
声 - 釘宮理恵
伯爵に仕えるコウモリ。主である伯爵には忠実な性格。
コー
声 - 竹内順子
スーが人間界で初めて出会った人間の少年。お化けが苦手な大の怖がりだが、心優しい性格。勉強が不得意で、よく0点を取ってしまう。
川で溺れていたコウモリのスーを助けたことがきっかけで彼女に一目惚れされた。スーの想いには気付いていない一方、同級生のカナに好意を寄せており、彼女と同じおばけクラブに入っているが、怖がりなためによくサボってしまう。

### おばけクラブ
ショー
声 - 高橋広樹
古今東西のありとあらゆるおばけを研究する、おばけクラブの部長。カナに好意を寄せているが中々気付いてもらえず、彼女と近しいコーに対抗心を向けている。
キンタ、キンジ
声 - 山崎みちる（キンタ）、井関佳子（キンジ）
ショーの取り巻きである双子の兄弟。キンタはおばけクラブの副部長、キンジは副々部長を務めている。
カナ
声 - 水野理紗
コーと同じおばけクラブの部員である同級生で、スーの恋のライバル的存在の少女。よく宇宙人のぬいぐるみを持ち歩いている。
見た目はおっとりとした性格の可憐なお嬢様だが、かなりの天然ボケで、おばけや超常現象をはじめとするオカルトには興味津々。コーやショーから好意を寄せられており、スーからは対抗心を燃やされているが、二人の想いやスーの対抗心には全く気付いていない。

### その他
マック
声 - 山崎樹範
アフロヘアーが特徴のファンキーな風貌の男。ハンバーガーが大好物で、特に好物である「にんにくバーガー」を頬張ろうとしては度重なるトラブルから、いつも口にすることができない。
ピエール/ファイブ
声 - 高橋広樹
ミエール
声 - 長嶝高士
風見鶏
声 - 歌原仁美
バンシー
声 - 近田英紀
ヘルヘル
声 - 緒方賢一
ゴドー
声 - 石井康嗣
レーダーハット
声 - 石川耕作
グランパ
声 - 楠見尚己
幽霊船長
声 - 小杉十郎太
フランケン
声 - 岩崎征実
キュルン
声 - ゆかな
ドラママ
声 - 尾小平志津香
ピー
声 - 小桜エツ子
パペッタ
声 - 真山亜子
パンプキン
声 - こおろぎさとみ
マシュー
声 - 松本吉朗
カスタネット姫
声 - かかずゆみ
ドラネコ
声 - 松山鷹志
ジュリエッチョ
声 - 三橋加奈子
ロミヒョ
声 - 下崎紘史
死神裁判官
声 - 青野武

## スタッフ
- 原作・アニメーション制作 - Production I.G
- プロデューサー - 川上大輔、森下勝司、高橋知子
- キャラクター原案 - 吉田すずか
- キャラクターデザイン - 谷津美弥子
- 助監督 - 酒井トヨカズ
- 美術監督 - 本郷恵理子
- 色彩設定 - 渡辺陽子
- 撮影監督 - 広瀬勝利
- 編集 - 植松淳一
- 音響監督 - 郷田ほづみ
- 音楽 - 佐橋俊彦
- アニメーション制作協力 - トランス・アーツ、XEBEC
- アニメーションプロデューサー - 森田俊昭、坂部久明
- 企画協力 - ASATSU-DK
- 監督 - 荒川眞嗣
- 製作 - フジテレビ、Production I.G

## 主題歌
オープニングテーマ「フラストレーション ミュージック」
作詞・作曲 - たくや / 編曲 - Hysteric Blue&MASAHIDE SAKUMA / 演奏・歌 - Hysteric Blue
- レーベル - Sony Music Records

エンディングテーマ「LA★BOOO」
作詞・作曲・編曲・歌 - ダンス☆マン
- レーベル - avex trax

## 各話リスト
| 話数   | サブタイトル                             | 脚本     | 絵コンテ     | 演出         | 作画監督   | 放送日          |
| ------ | ---------------------------------------- | -------- | ------------ | ------------ | ---------- | --------------- |
| 第1話  | 我輩、純情派モンスターゾヨ。             | 武上純希 | 荒川眞嗣     | 高橋順       | 黄瀬和哉   | 2001年 10月13日 |
| 第2話  | 学校で1000人まとめて驚かすゾヨ。         | 西園悟   | 洒井トヨカズ | 藤本義孝     | 津熊健徳   | 10月20日        |
| 第3話  | 透明人間ミエールくんあらわるゾヨ。       | 武上純希 | 布施木一喜   | 鈴木薫       | 飯田宏義   | 10月27日        |
| 第4話  | 恐怖カメラを探して幾千里ゾヨ。           | 西園悟   | 竹本玉三     | 星合貴彦     | 石川健朝   | 11月3日         |
| 第5話  | バンパイヤンハンターと対決ゾヨ。         | 武上純希 | 布施木一喜   | 高橋順       | 谷津美弥子 | 11月10日        |
| 第6話  | 幽霊船長はゲームがお好きゾヨ。           | 西園悟   | 竹本玉三     | 藤本義孝     | マサユキ   | 11月17日        |
| 第7話  | 恐〜いグランパがやって来たゾヨ。         | 西園悟   | 小嶋英三     | 洒井トヨカズ | 窪敏       | 11月24日        |
| 第8話  | フランケンくんがライバルゾヨ。           | 武上純希 | 洒井トヨカズ | 冨永恒雄     | 梶浦紳一郎 | 12月1日         |
| 第9話  | ドラゴンベイビー・キュルン誕生ゾヨ。     | 中瀬理香 | 布施木一喜   | 高橋順       | 谷津美弥子 | 12月8日         |
| 第10話 | テレビ局に行って大暴れするゾヨ。         | 中瀬理香 | 洒井トヨカズ | 藤本義孝     | 石川健朝   | 12月15日        |
| 第11話 | 大パニック! 南の島のミイラ男ゾヨ。       | 西園悟   | 竹本玉三     | 洒井トヨカズ | 飯田宏義   | 12月22日        |
| 第12話 | 宿題とは本当に恐〜いものゾヨ。           | 中瀬理香 | 洒井トヨカズ | 村山靖       | 加藤初重   | 2002年 1月12日  |
| 第13話 | ライバル魔女と因縁の対決ゾヨ。           | 武上純希 | 布施木一喜   | 鈴木薫       | 前田一雪   | 1月19日         |
| 第14話 | ヘルヘル博士とゴルフで対決ゾヨ!          | 西園悟   | 竹本玉三     | 藤本義孝     | 梶浦紳一郎 | 1月26日         |
| 第15話 | 原始時代にタイムスリップゾヨ。           | 岸間信明 | 小嶋英三     | 藤本義孝     | 石川健朝   | 2月2日          |
| 第16話 | コーくんがバンパイヤンになった!? ゾヨ。  | 中瀬理香 | 布施木一喜   | 高橋順       | 谷津美弥子 | 2月9日          |
| 第17話 | パパショック! スーちゃんが結婚するゾヨ。 | 武上純希 | 小嶋英三     | 洒井トヨカズ | 窪敏       | 2月16日         |
| 第18話 | 禁断の魔法でスーちゃんが2人!? ゾヨ。     | 岸間信明 | 高橋順       | 高橋順       | 新野量太   | 2月23日         |
| 第19話 | ロボゾーの初恋は命がけゾヨ。             | 岸間信明 | 竹本玉三     | 筑紫大介     | 谷津美弥子 | 3月2日          |
| 第20話 | 我輩がゴドーを捕まえるゾヨ。             | 西園悟   | 布施木一喜   | 村山靖       | 石川健朝   | 3月9日          |
| 第21話 | ミクロパパ、ロボゾーに食われるゾヨ。     | 武上純希 | 荒川眞嗣     | 鈴木薫       | 飯田宏義   | 3月16日         |
| 第22話 | 我輩、本当の狼になってしまったゾヨ。     | 西園悟   | 竹本玉三     | 筑紫大介     | 新野量太   | 3月23日         |
| 第23話 | 涙ポロリンチョ…さらば人間世界ゾヨ。      | 武上純希 | 布施木一喜   | 高橋順       | 谷津美弥子 | 3月30日         |
| -      | モリピョンが家出で大慌てゾヨ。           | 中瀬理香 | 小嶋英三     | 洒井トヨカズ | 窪敏       | 未放送          |
| -      | カナちゃんとコーくんがラブラブ? ゾヨ。   | 西園悟   | 竹本玉三     | 村山靖       | 石川健朝   | 未放送          |
| -      | ママさん、怒りのおしおきゾヨ。           | 中瀬理香 | 高橋順       | 高橋順       | 谷津美弥子 | 未放送          |

## 放送局
| 放送局             | 放送期間                       | 放送日時           |
| ------------------ | ------------------------------ | ------------------ |
| フジテレビ         | 2001年10月13日 - 2002年3月30日 | 土曜 18:30 - 19:00 |
| テレビ西日本       | 2001年10月13日 - 2002年3月30日 | 土曜 18:30 - 19:00 |
| テレビ新広島       | 2001年10月17日 - 2002年4月6日  | 水曜 16:00 - 16:30 |
| 北海道文化放送     | 2001年10月19日 - 2002年4月8日  | 金曜 16:00 - 16:30 |
| 東海テレビ         | 2001年10月19日 - 2002年4月8日  | 金曜 16:00 - 16:30 |
| 仙台放送           | 2001年10月20日 - 2002年4月9日  | 土曜 7:00 - 7:30   |
| テレビ静岡         | 2001年10月21日 - 2002年4月10日 | 日曜 9:30 - 10:00  |
| 岩手めんこいテレビ | 2001年10月31日 - 2002年4月20日 | 水曜 16:54 - 17:24 |
| 関西テレビ         | 2001年11月22日 - 2002年5月16日 | 木曜 17:26 - 17:56 |
| 山陰中央テレビ     | 不明                           | 水曜 16:00 - 16:30 |
| 高知さんさんテレビ | 不明 - 2002年7月17日           | 水曜 15:30 - 16:00 |

## 関連作品
- 夜明け告げるルーのうた（2017年）

本作のパイロットフィルム「なんちゃってバンパイヤン」を基に、同作監督の湯浅政明が監督を務めたアニメ映画。
Production I.Gは関与していないが、フジテレビが製作委員会として参加している。